# 市道182號
市道182號（臺南－七星洋）是位於臺灣臺南市、高雄市兩市之間的市道，西起臺南市中西區臺南市區，東至高雄市內門區七星洋，全長共計34.864公里。市道182號也可以說是台86線的替代道路。	
- 2015年新增市道182號起點牌，於金華路三段與府前路二段路口（右方路燈桿上），目前起點已改至中華西路口。
- 臺南龍崎與高雄內門的交界處。
- 市道182號終點。

## 歷史沿革
原名「縣道182號 臺南－中埔」，前身是臺灣府城往來關帝廟庄（今關廟）的古道，沿線及山區作物以此路運往府城販售。2013年起改名為「市道182線臺南－七星洋」，關廟至七星洋段俗名為南屏公路。
2018年10月25日，中華民國交通部公告原市道182號起點延伸，自原起點銜接台17甲線（金華路）處，路線往西經府前路至銜接台17線（中華西路）止路線調整後，路線名稱不變仍為「臺南－七星洋」，原總里程為34.224公里，調整後總里程為34.864公里（長鏈0.640公里）。

## 行經行政區域
| 臺南市 | 中西區 | 臺南市區   | 0.000             | 台17線                | 公路起點                    |
| 臺南市 | 中西區 | 臺南市區   | －                |                       |                             |
| 臺南市 | 中西區 | 臺南市區   | 0.640             | 台17甲線              |                             |
| 臺南市 | 中西區 | 臺南市區   | －                | （地區道路）          | 0                           |
| 臺南市 | 東區   | 臺南市區   | －                | （地區道路）          | 0                           |
| 臺南市 | 東區   | 臺南市區   | － 跨越縱貫線南段 |                       |                             |
| 臺南市 | 東區   | 臺南市區   | 3.184             | （地區道路）          |                             |
| 臺南市 | 東區   | 後甲       | －                | （地區道路）          |                             |
| 臺南市 | 東區   | 德高厝     | －                | （地區道路）          | 0                           |
| 臺南市 | 東區   | 德高厝     | －                | （地區道路）          | 0                           |
| 臺南市 | 東區   | 虎尾寮     | －                | （地區道路）          | 0                           |
| 臺南市 | 東區   | 虎尾寮     | 4.664             | 台1線                 |                             |
| 臺南市 | 東區   | 虎尾寮     | －                | （地區道路）          | 0                           |
| 臺南市 | 東區   | 德高厝     | －                | （地區道路）          |                             |
| 臺南市 | 仁德區 | 崁腳       | 6.416             |                       |                             |
| 臺南市 | 仁德區 | 仁德交流道 | 6.940             | 國道一號              | 國道一號僅設南下出入        |
| 臺南市 | 仁德區 | －         |                   |                       |                             |
| 臺南市 | 仁德區 | 仁德交流道 | 6.940             | 國道一號              | 國道一號僅設北上出口        |
| 臺南市 | 仁德區 | 仁德市區   | 7.157             | 市道177號             |                             |
| 臺南市 | 歸仁區 | 南興       | 9.380             | 台39線                |                             |
| 臺南市 | 歸仁區 | 南興       | －                | 南149線               | 0                           |
| 臺南市 | 歸仁區 | 南保       | －                | 南149線               | 0                           |
| 臺南市 | 歸仁區 | 南保       | －                | （地區道路）          |                             |
| 臺南市 | 歸仁區 | 歸仁市區   | －                | 南351線               |                             |
| 臺南市 | 歸仁區 | 歸仁市區   | 12.340            | 市道177甲線 · 南157線 | 市道177甲線終點 南157線起點 |
| 臺南市 | 歸仁區 | 楊厝       | －                | 南154線               | 南154線終點                 |
| 臺南市 | 歸仁區 | 歸仁交流道 | 12.750            | 台86線                |                             |
| 臺南市 | 關廟區 | 林仔邊     | －                | （地區道路）          |                             |
| 臺南市 | 關廟區 | 關廟市區   | 15.105            | 台19甲線              | 與台19甲線共線起點          |
| 臺南市 | 關廟區 | 關廟市區   | 15.197            | 台19甲線              | 與台19甲線共線終點          |
| 臺南市 | 關廟區 | 花園       | －                | （地區道路）          |                             |
| 臺南市 | 關廟區 | 牛稠埔     | －                | 南169線               | 南169線終點                 |
| 臺南市 | 龍崎區 | 崎頂       | －                | 南193線               | 南193線起點                 |
| 臺南市 | 龍崎區 | 崎頂       | －                | 南163線               | 南163線起點                 |
| 臺南市 | 龍崎區 | 中坑子     | －                | 南163線               | （同上）                    |
| 臺南市 | 龍崎區 | 中坑子     | －                | 南163-1線             | 南163-1線終點               |
| 臺南市 | 龍崎區 | 崎頂       | －                | 南163-1線             | （同上）                    |
| 臺南市 | 龍崎區 | 崎頂       | －                | 南193線               | 南193線終點                 |
| 臺南市 | 龍崎區 | 番社       | －                | 南193線               | 0                           |
| 臺南市 | 龍崎區 | 番社       | －                | （地區道路）          |                             |
| 臺南市 | 龍崎區 | －         |                   |                       |                             |
| 臺南市 | 龍崎區 | 龍船       | －                | （地區道路）          |                             |
| 臺南市 | 龍崎區 | 龍船       | 23.951            | 南165線               | 南165線起點                 |
| 臺南市 | 龍崎區 | 番社       | 23.951            | 南165線               | （同上）                    |
| 臺南市 | 龍崎區 | 石嘈       | －                | 南171線               | 南171線終點                 |
| 臺南市 | 龍崎區 | －         |                   |                       |                             |
| 臺南市 | 龍崎區 | 苦苓湖     | 25.300            | 南167線               | 與南167線共線起點           |
| 臺南市 | 龍崎區 | 苦苓湖     | －                | 南167線               | 與南167線共線終點           |
| 臺南市 | 龍崎區 | 烏山頭     | －                | （地區道路）          |                             |
| 高雄市 | 內門區 | 鹽水埔     | －                | 高136線               | 高136線起點                 |
| 高雄市 | 內門區 | －         |                   |                       |                             |
| 高雄市 | 內門區 | 茄苳崙     | －                | 高125線               | 高125線終點                 |
| 高雄市 | 內門區 | －         |                   |                       |                             |
| 高雄市 | 內門區 | 中埔       | －                | （地區道路）          |                             |
| 高雄市 | 內門區 | 七星洋     | 34.864            | 台3線                 | 公路終點                    |
| 共線   |        |            |                   |                       |                             |

## 沿線路名
臺南市路段
- 府前路
- 東門路
- 中山路
- 南屏路
- 中正路

## 沿線設施與景點
臺南市路段
- 臺南市政府
- 國立臺南生活美學館
- 臺南司法博物館（原臺南地方法院）
- 臺南市美術館2館
- 臺南市中西區忠義國民小學
- 臺南市立建興國民中學
- 臺南孔廟
- 延平郡王祠
- 東門城圓環
- 臺南基督教新樓醫院
- 台南神學院
- 臺南彌陀寺
- 臺灣府城大東門（東門城圓環）
- 臺南市私立光華高級中學
- 臺南市東區勝利國民小學
- 臺南龍山寺
- 長榮高中
- 衛生福利部胸腔病院
- 崁腳福祐清宮
- 特力家居台南館
- 家樂福仁德店
- 大魯閣棒壘球打擊場仁德館
- 仁德交流道（ 國道一號）
- 臺南市歸仁區公所
- 歸仁美學館
- 歸仁交流道（ 台86線）
- 臺南市立關廟國民中學
- 臺南市關廟區公所
- 關廟轉運站

## 相關工程
- 關廟線：臺灣糖業原有營業線之一。縣道182號拓寬關廟、歸仁間路段時利用其路基。
- 台86線向東延伸至台3線，計畫新闢銜接182線東西兩段道路共約10公里，並提升改善182線為省道，共線段長度6公里，屆時可縮短台南關廟、高雄內門路段旅行距離，大約減少20分鐘，有助於旗山地區與台南市中心區間快捷聯繫。

## 外部連結
- 臺南182縣道 （页面存档备份，存于） - 中央研究院地圖與遙測影像數位典藏計畫